# Ernst von Braunschweig-Grubenhagen (Abt)
Ernst von Braunschweig-Grubenhagen (* um 1346; † vor 1402) war von 1369 bis 1371 Abt von Corvey.

## Leben
Ernst war der dritte von vier das Kleinkindalter überlebenden Söhnen des Herzogs Ernst I. von Braunschweig-Grubenhagen (* um 1297; † 1361) und dessen Ehefrau Adelheid, geb. von Everstein.
Als nachgeborener Sohn aus einem Fürstengeschlecht mit nur kleinem Herrschaftsbereich wurde für ihn, wie in diesen Kreisen üblich, eine kirchliche Laufbahn vorgesehen. Seine beiden älteren Brüder Albrecht und Johann, die bereits volljährig waren, regierten das kleine Fürstentum nach dem Tode ihres Vaters zunächst gemeinsam, aber Johann verschwindet sehr bald aus den Überlieferungen und verstarb wohl früh.
Über Ernsts Jugend- und Ausbildungsjahre ist nichts bekannt, und auch seine letzten Lebensjahre liegen im Dunkel.

### Abt von Corvey
Im Jahre 1369 wurde er, als Nachfolger von Reinhard (I.) von Dalwigk, zum Abt der reichsunmittelbaren Abtei Corvey gewählt. In dieser Stellung machte er sich weniger als geistlicher Vater des Konvents, sondern als fehdefreudiger und verschwenderischer Territorialherr einen Namen. Schon 1369 wurde er im Zuge von Streitigkeiten um Besitzrechte von den Brüdern Curt/Conrad, Bernhard und Reinhard von Dalwigk, landgräflich hessischen Ministerialen und mainzischen Burgmannen auf der Schauenburg, bei der nordhessischen Stadt Wolfhagen gefangen genommen und erst Anfang Februar 1370, nach Beschwören von Urfehde, aus der Haft entlassen. Seine kontinuierliche Mißregierung führte dann bereits 1371 zu seiner Absetzung. Sein Nachfolger wurde Bodo von Pyrmont.

### Propst in Einbeck
Ernst erhielt daraufhin (spätestens 1372) die einträgliche Pfründe des Propsts am Alexanderstift in Einbeck, wo die Herzöge von Grubenhagen das Recht hatten, wichtige Ämter wie das des Propstes zu besetzen. Dies erschien ihm offensichtlich nicht ausreichend. Nach dem Tod seines Bruders Albrecht I. im Jahre 1383, als dessen noch im Säuglingsalter befindlicher Sohn Erich I. (* um 1383; † 1427) unter der Vormundschaft von Ernsts jüngstem Bruder, Herzog Friedrich von Grubenhagen-Osterode, Nachfolger Albrechts wurde, beanspruchte Ernst einen Teil des väterlichen Erbes, obwohl er darauf bereits Jahre zuvor Verzicht geleistet hatte. Insbesondere verlangte er Schloss und Amt Herzberg am Harz. Friedrich überließ ihm, nach einer Schlichtungsempfehlung des Rats von Osterode, im Januar 1384 das Schloss Herzberg mit Zubehör (jedoch ohne die geistlichen und weltlichen Lehen) als Apanage, ohne landesherrliche oder Hoheitsrechte, auf Lebenszeit.

### Ende
Ernst erscheint urkundlich letztmals im Jahre 1392. Man nimmt an, dass er im Jahre 1402 bei der Belagerung der Raubritterburg Hausfreden in einem Gefecht getötet wurde, denn in diesem Jahre wird sein Bruder Friedrich wieder als Besitzer der Burg Herzberg genannt.